# Salesforce
Salesforce è un'impresa statunitense di cloud computing con sede a San Francisco, California e operativa in 36 Paesi del mondo. È quotata alla Borsa di New York con il simbolo CRM e fa parte del listino S&P 500.
Fondata nel 1999, consente alle aziende di ogni dimensione e settore di sfruttare le potenti tecnologie della cosiddetta quarta rivoluzione industriale (Cloud, Mobile, Social, IoT e Intelligenza artificiale) per avvicinarsi ai propri clienti. Propone anche una piattaforma software sulla quale aziende e partner possono sviluppare nuove applicazioni.

## Storia
Fondata da Marc Benioff (in precedenza dirigente di Oracle Corporation) e da tre sviluppatori di software nella società di consulenza Left Coast Software, Parker Harris, Dave Moellenhoff e Frank Dominguez. Harris e il suo team hanno scritto il software iniziale di automazione delle vendite, lanciato ai primi clienti nel periodo settembre-novembre 1999.
Nel giugno 2004 l'azienda è quotata alla Borsa di New York sotto il simbolo del titolo CRM raccogliendo 110 milioni di dollari. Tra i primi investitori ci sono Larry Ellison, Magdalena Yesil, Halsey Minor, Stewart Henderson, Mark Iscaro e Igor Sill di Geneva Venture Partners.
Nell'ottobre 2014 annuncia lo sviluppo della sua Customer Success Platform per legare insieme i servizi di Salesforce, tra cui vendite, servizi, marketing, analisi, community e app mobili. Nell'ottobre 2017 lancia uno strumento di analisi dei dati di Facebook per i marketer B2B. Nel settembre 2018 Salesforce collabora con Apple per migliorare le app per le aziende.
Nel 2017 e 2018 si è posizionata al primo posto nella classifica Great Place To Work, redatta dall'omonima associazione. Nel febbraio 2020 Keith Block, co-chief executive officer, si è dimesso. Marc Benioff ricopre entrambe le cariche di presidente e CEO. Nel dicembre 2020 ha acquistato Slack per 27,7 miliardi di dollari
Nel novembre 2022, Salesforce ha annunciato che avrebbe licenziato i dipendenti della sua organizzazione di vendita.  Il protocollo riportava che la società avrebbe probabilmente eliminato circa 2500 posti di lavoro. Sempre nel  novembre 2022, Salesforce ha annunciato che il suo co-CEO e vicepresidente, Bret Taylor, si sarebbe dimesso dai suoi ruoli alla fine di gennaio 2023, con Benioff che avrebbe continuato a dirigere l'azienda e a ricoprire il ruolo di presidente del consiglio di amministrazione. Entro la settimana, anche l'ex CEO di Tableau Mark Nelson e l'ex CEO di Slack Stewart Butterfield hanno annunciato le loro dimissioni. Alla domanda su quelle dimissioni, Benioff è stato provocatorio dichiarando: "La gente viene e la gente va". Le azioni di Salesforce sono scese al minimo di 52 settimane dopo le dimissioni di Nelson.
Nel gennaio 2023, la società ha annunciato un licenziamento di circa il 10% o circa 8.000 posizioni. Secondo Benioff, l'azienda ha assunto in modo troppo aggressivo durante la pandemia di COVID-19 e l'aumento del lavoro da casa. La società ridurrà anche gli spazi per uffici come parte del piano di ristrutturazione. Lo stesso mese ha portato un annuncio da parte dell'investitore attivista e concorrente Elliott Management che avrebbe acquisito una "grande partecipazione" nella società.

## Servizi
- Salesforce CRM
- Force.com: PaaS
- Salesforce1: applicazione per dispositivi mobili
- Work.com (ex Rypple): piattaforma per la gestione delle prestazioni nelle reti sociali su internet
- Data.com (ex Jigsaw): sistema via cloud automatico per acquisire e gestire dati CRM
- Desk.com (ex Assistly): assistenza
- Do.com: gestioni delle attività
- AppExchange: mercato di applicazioni
- Sales Performance Accelerator: combinazione di servizi

## Tecnologie
- Apex
- Visualforce
- Lightning